# Chapelle templière de Nouvion-et-Catillon
Pour les articles homonymes, voir Chapelle des Templiers.
La chapelle des Templiers est une chapelle située à Nouvion-et-Catillon, en France.

## Description
Datée du XIIe siècle, cette chapelle se trouve au bord du Chemin des Romains, indiqué sur la carte de l'IGN, et correspondant à l'ancienne voie romaine entre Saint-Quentin et Reims.

## Localisation
La chapelle est située sur la commune de Nouvion-et-Catillon, dans le département de l'Aisne.

## Historique
La commanderie est attestée pour la première fois dans les sources en 1204, lorsque Wibert, abbé de Saint-Martin de Laon, fait don aux templiers de terres qu'elle possédait dans la paroisse de Richecourt. Elle réapparaît autour de 1232, à l'occasion d'un conflit avec les chanoines Prémontrés de Saint-Martin de Laon.
Le monument est inscrit au titre des monuments historiques en 1928.